# Mick Garris
Michael Alan Garris (ur. 4 grudnia 1951 w Santa Monica, Kalifornia) – amerykański reżyser, scenarzysta i producent filmowy.

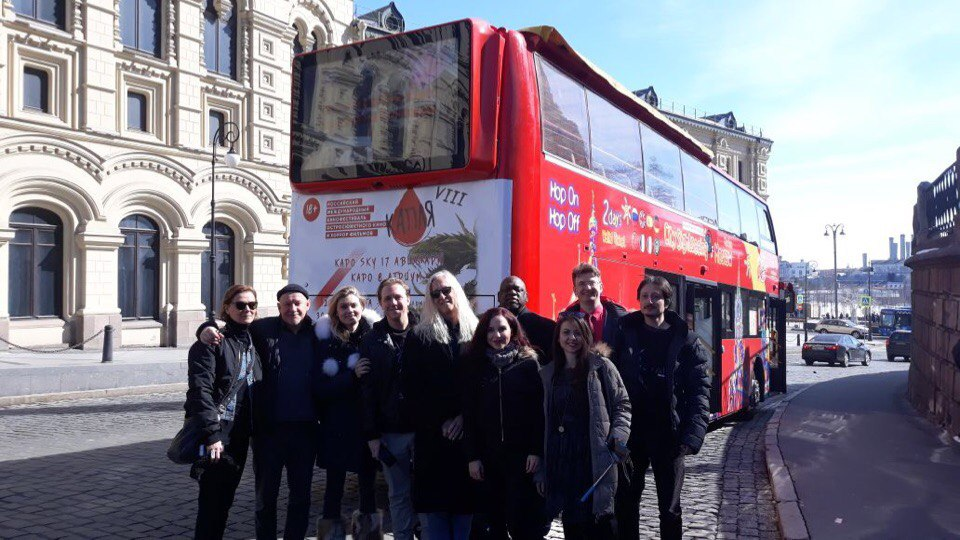

## Filmografia
reżyser
- Critters 2 (Critters 2: The Main Course, 1988)
- Psychoza IV: Początek (Psycho IV: The Beginning, 1990)
- Lunatycy (Sleepwalkers, 1992)
- Lśnienie (The Shining, 1997)
- Autostrada strachu (Quicksilver Highway, 1997)
- Wirtualna obsesja (Host, 1998)
- Sędzia (Judge, The, 2001)
- Lost in Oz (2002)
- Jazda na kuli (Riding the Bullet, 2004)
- Desperacja (Desperation, 2006)
- Worek kości (Bag of Bones, 2006)

scenarzysta
- Już wkrótce (Coming Soon, 1982)
- Bez baterii nie działa (Batteries not included, 1987)
- Critters 2 (Critters 2: The Main Course, 1988)
- Mucha II (Fly II, The, 1989)
- Hokus pokus (Hokus pokus, 1993)
- Duchy (Ghosts, 1997)
- Autostrada strachu (Quicksilver Highway, 1997)
- Wirtualna obsesja (Host, 1998)
- Jazda na kuli (Riding the Bullet, 2004)